# Femlin
Le Femlin, create nell'agosto del 1955 da LeRoy Neiman, sono dei personaggi che appaiono sulla rivista Playboy. Il loro nome deriva dall'unione delle parole inglesi female (femmina) e Gremlin (creatura fantastica). 
Sono ritratte come figure femminili bianche e nere, alte apparentemente 25-27 centimetri, nude con addosso solo un paio di calze nere, guanti neri e scarpe con tacchi a spillo neri. Sono spesso disegnate in vignette, insieme ad oggetti come scarpe, gioielli, cravatte e così via.